# Anacantobàtids
Els anacantobàtids (Anacanthobatidae, gr. an-, «sense», acantha, «espina» i bathys, «profund») són una família d'elasmobranquis de l'ordre Rajiformes. Els membres d'aquesta família no tenen denticles dorsals com altres rajades, d'aquí el seu nom científic. Són peixos que generalment es troben en el fons, en fons marins de regions tropicals i subtropicals.

## Taxonomia
- Anacanthobatis americanus Bigelow i Schroeder, 1962
- Anacanthobatis donghaiensis (S. M. Deng, G. Q. Xiong i H. X. Zhan, 1983)
- Anacanthobatis folirostris (Bigelow i Schroeder, 1951)
- Anacanthobatis longirostris Bigelow i Schroeder, 1962
- Anacanthobatis marmoratus (von Bonde & Swart, 1923)
- Anacanthobatis nanhaiensis (Q. W. Meng i S. Li, 1981)
- Anacanthobatis ori (J. H. Wallace, 1967)
- Anacanthobatis stenosoma (S. Li i A. S. Hu, 1982)